# كوريناي (رواية خفيفة)
كورويناي (紅، "Crimson") (紅، "Crimson") رواية خفيفة يابانية لكنتارو كاتاياما، مع الرسوم التوضيحية عن طريق ياماتو ياماما+تو. بدأ إصدار المانجا في العدد الأول من مجلة جمب سكوير. أما الفصل الأخير الذي نشر في حزيران / يونيو 2012 في هذه القضية. وهو أنيمي تم بثه في اليابان في الفترة من 3 أبريل / نيسان 2008 إلى حزيران / يونيه 19 2008.

## القصة
البالغ من العمر ستة عشر، شينكيرو كوريناي، وهو متخصص في تسوية الخلافات بين الناس. بدأت القصة حين عمل كحارس شخصي لفتاة قوية، تنتمي لأسرة غنية.

## الوسائط

### المانجا
المانجا نشرت في مجلة جمب سكوير، مع الفن من خلال ياماتو ياماموتو. اعتبارا من أغسطس 2012 ، بلغ عدد المجلدات عشراً مع نهاية الإصدار.

### الأنمي
وهو أنمي بث في اليابان في الفترة من 3 أبريل / نيسان 2008 إلى حزيران / يونيه 19 2008. وهو من تأليف وإخراج كو ماتسو. نسخة الأنمي مختلفة عن الرواية و المانجا. ففي الأنمي يأخذ الوضع انحرافاً أكثر دراماتيكية. أنيمي قد تم ترخيصه من سنتي فلمووركز. سيتم الإفراج عن سلسلة مترجمة-دي في دي فقط.

## وصلات خارجية
- رواية الضوء الموقع الرسمي سلسلة (باليابانية)

- المانجا الموقع الرسمي (باليابانية)

- أنيمي الموقع الرسمي (باليابانية)

- كوريناي على موقع ANN manga (الإنجليزية)